# 维戈尔·博沃伦塔
维戈尔·博沃伦塔（義大利語：Vigor Bovolenta，1974年5月30日—2012年3月24日），意大利排球运动员。他曾代表意大利参加1996年和2008年夏季奥林匹克运动会排球比赛，其中1996年奥运会收获一枚银牌，2008年奥运会获得第四名。